# 上山公園
上山公園（じょうやまこうえん）は、日本の長崎県諫早市に所在する諫早城本丸跡を整備した諫早公園を含む面積120.3ヘクタールの都市公園である。日本の歴史公園100選、日本の都市公園100選、森林浴の森100選に選ばれている。

## アクセス
- JR諫早駅から徒歩5分
- 島原鉄道本諫早駅から徒歩10分

## 備考
- 公園内にJR長崎本線が通っている。この線路は1969年の長崎国体の際に開通した。

## 周辺
- 諫早市体育館
- 天祐寺